# Baja Camboya
Baja Camboya (en jemer កម្ពុជាក្រោម /kampuchía kraom/ y en vietnamita Khơ-me Crộm) es un territorio en el sur de Vietnam que fue ancestralmente de Camboya y que conserva un grupo significativo de vietnamitas de etnia jemer. Este grupo étnico se identifica como kamae kraom (ខ្មែរក្រោម) que traduce "jemeres de la Baja Camboya" y guarda una estrecha relación cultural con el Reino de Camboya. Se trata de la región del Delta del Mekong que incluía a la antigua ciudad de Prey Nokó (ព្រៃនគរ), llamada después por los vietnamitas como "Saigón" y después de la Unificación del Vietnam como Ciudad de Ho Chi Minh. Los kamae kraom son considerados en Vietnam una etnia minoritaria.

## Orígenes
La arqueología ha demostrado la presencia de jemeres en la región del Delta del Mekong desde principios de la era cristiana en lo que exploradores chinos llamaron Funán. Un equipo de arqueólogos dirigidos por el profesor Luis Malleret, realizaron excavaciones en Oc Eo, una aldea vietnamita del Delta durante la II Guerra Mundial y descubrieron un antiguo puerto jemer que servía de intercambio comercial entre Occidente y China. En el lugar se encontraron por ejemplo monedas del Imperio romano, artefactos y joyería de la India y otros objetos datados de los primeros cuatro siglos de la era cristiana.
Según el arqueólogo George Coedes, citado por Chandler, Funán podría haber sido la correspondencia que los exploradores chinos dieron a la palabra del antiguo idioma jemer Phnom, que se traduce como montaña, de acuerdo a comparaciones que Coedes hizo con otras evidencias paleolinguísticas en Ba Phnom, una montaña de la Camboya meridional.
Por último, siguiendo a los antiguos cronistas chinos que describen el modus vivendi de los habitantes del Delta durante esos primeros cuatro siglos después de Cristo, se trata sin duda de jemeres que en aquel tiempo practicaban el hinduismo y adoraban a Shiva, religión que fue traída a su vez por marinos de la India.
El hecho de que la región del Delta corresponde a soberanía del Vietnam en la actualidad, ha traído confusiones históricas que generan grandes debates. Por ejemplo el 5 de marzo de 2010 el escritor indio Madhusree Chatterjee afirmó en una obra que publicó en Nueva Delhi que las "relaciones comerciales entre la India y Vietnam pueden ser trazadas hace más de dos mil años" refiriéndose a la región del Delta como si hubiese sido vietnamita desde siempre y asegurando contra todas las conclusiones arqueológicas, que las crónicas chinas aseguran que Kaundinya, el mítico fundador de la identidad jemer, "vino de la India a Vietnam vía Camboya y se casó con la príncesa Nagi" la que el autor indio pone como si fuese vietnamita y no jemer.

## Historia
A partir de principios del siglo XVII, la colonización de la zona por parte de colonos vietnamitas progresivamente aislado el Khmer del delta del Mekong de sus hermanos en Camboya adecuada y dio lugar a que se conviertan en una minoría en el delta.
Prey Nokor era el puerto comercial más importante de los jemeres. El nombre de la ciudad se cambió por Vietnam a Saigón y Ciudad Ho Chi Minh. La pérdida de la ciudad impidió el acceso de los camboyanos al mar Meridional de China. Posteriormente, los jemeres se limitan ahora al golfo de Tailandia. Comenzó como una pequeña aldea de pescadores conocida como Prey Nokor. El área que hoy ocupa la ciudad fue originalmente pantanosa, y fue habitado por gente del Khmer durante siglos antes de la llegada de los vietnamitas.
En 1623, el rey Chey Chettha II de Camboya (1618-1628) permitió a los refugiados vietnamitas que huían de la Guerra Trịnh-Nguyen en Vietnam para asentarse en la zona de Presa Nokor, y la creación de una personalizada casa en Prey Nokor. El aumento de las olas de colonos vietnamitas, que el Reino de Camboya, debilitado por la guerra con Tailandia, no pudo impedir, lentamente se vietnamitazó la zona. Con el tiempo, Prey Nokor se hizo conocido como Saigón.
En 1698, Nguyen Huu Cảnh, un noble vietnamita, fue enviado por los gobernantes de Nguyen Hue para establecer las estructuras administrativas de Viet Nam en la zona, por lo tanto separar la zona de Camboya, que no fue lo suficientemente fuerte como para intervenir . Desde 1698, la zona ha estado firmemente bajo la administración vietnamita. Los vietnamitas se convirtió en la mayoría de la población en la mayoría de los lugares[cita requerida]
Cuando la independencia fue concedida a Indochina francesa en 1954, el Delta del río Mekong, fue incluido en Vietnam del Sur, a pesar de las protestas de Camboya. En la década de 1970, los Jemeres Rojos régimen atacó Vietnam en un intento de reconquista de las zonas del delta siendo predominantemente habitado por gente del Khmer Krom, pero esta aventura militar fue un desastre total y precipitó la invasión de Camboya por el ejército vietnamita y la caída posterior de la Jemeres Rojos, con Vietnam, Camboya, de ocupación.
Sơn Ngọc Thành, el nacionalista de Camboya, fue un Khmer Krom, nacido en Tra Vinh, Vietnam. Camboya obtuvo la independencia en Ginebra, de 1954, a través de la lucha vietnamita en la Guerra de Vietnam.
En 1757, los vietnamitas en las provincias de colonización de Psar Dek y Moat Chrouk.

## Derechos Humanos
Muchos independientes ONG según el informe de derechos humanos de los Khmer Krom siguen siendo violados por el gobierno vietnamita. Khmer Krom se informa, se obligó a adoptar los nombres de la familia vietnamita y hablar el idioma vietnamita.
La educación de los jemeres krom se descuida y se enfrentan a muchas dificultades en la vida cotidiana, tales como el difícil acceso a los servicios de salud de Vietnam (Las epidemias de la ceguera afecta a los niños han sido reportados en la mayor parte de zonas del Khmer Krom el delta del Mekong, dificultad en la práctica de su religión (Khmer Krom son Theravada budistas, como el de Camboya y el pueblo tailandés, pero a diferencia de los vietnamitas que son en su mayoría budistas Mahayana o algunos católicos), los Khmer Krom tienen dificultad para encontrar puestos de trabajo fuera de los campos, y sufren discriminación racial. El Khmer Krom se encuentran entre los segmentos más pobres de la población en el sur de Vietnam.
A diferencia de otros grupos minoritarios pueblo de Vietnam, los jemeres krom son en gran medida desconocida en el mundo occidental, a pesar de los esfuerzos de asociaciones de exiliados Khmer Krom como el Khmer Kampuchea Krom Federation para dar a conocer sus problemas con la UNPO. Ningún gobierno occidental se ha planteado la cuestión de los derechos humanos de los Khmer Krom con el gobierno vietnamita.
La cultura jemer krom podría llegar a ser mejor conocido a través de sus sitios turísticos en el Delta del Mekong. Los templos budistas de los Khmer Krom situados en lugares como Long An, Tien Giang, Vinh Long, Tra Vinh, Bac Lieu, Soc Trang y son ahora muy populares como destinos turísticos.